# Warhammer 40,000: Dawn of War
Warhammer 40,000: Dawn of War est un jeu de stratégie en temps réel développé par Relic Entertainment et publié par THQ le 20 septembre 2004. Il est basé sur la franchise Warhammer 40,000, un univers de fiction futuriste,. Dans celui-ci, quatre races s’affrontent dans un univers en 3D : les Eldars, les Spaces marines, le chaos et les orks. Avec les extensions (dont deux standalone), cinq nouvelles factions font leur apparition - la garde Impériale, les Nécrons, les Tau, les sœurs de bataille et les Eldars noirs - soit neuf factions au total. La violence et le réalisme poussé des combats ont beaucoup contribué au succès commercial annoncé de ce jeu.

## Synopsis
Les Spaces Marines du chapitre des Blood Ravens sont déployés sur la planète Tartarus pour y repousser une invasion Ork. Mais alors qu'ils défont les Orks et leur Big Boss, il s'avère que cette offensive a été orchestrée par les Space Marines du Chaos dans le but de récupérer un artéfact chaotique qui leur permettra de détruire ce monde. Et comme si cela ne suffisait pas, les tentatives des Spaces Marines d'arrêter les forces du Chaos se heurtent aux projets des Eldars, qui infiltrent également la planète...

## Système de jeu
Dans nombre de jeux de stratégie en temps réel, dont les plus connus sont les séries des Age of Empires, des Warcraft ou des Command and Conquer, on a souvent besoin de récolter des ressources (bois, pierre, or, minerai, nourriture...) pour construire sa base et ses unités. Dans Dawn of War on se concentre plus particulièrement sur les combats.
Comme beaucoup de jeux de stratégie, Dawn of War n'échappe pas à la règle de la construction de base pour autant, on possède toujours une unité de type constructeur (Chanteur de Moelle pour les Eldars, Gretchins pour les Orks, Hérétique pour le Chaos et Serviteur pour les Space Marines), et l'on doit construire sa base et améliorer ses unités pour espérer battre l'ennemi.
Là où Dawn of War se distingue de ses concurrents, c'est dans l'acquisition des ressources nécessaires pour la construction des unités. Cette acquisition dépend de l'avancement sur la carte. Le joueur doit ordonner à ses unités d'infanterie de prendre des points dits « stratégiques », et qui représentent des passages obligés par ses ennemis pour venir jusqu'à vous. Ces points stratégiques sont représentés sur la mini-carte par un carré bleu, et permettent d'augmenter le taux de réquisition, qui est l'une des trois ressources du jeu nécessaire pour la construction d'unités. En ce sens il reprend le système de jeu de Ground Control. Ces points sont aussi vitaux pour l'expansion des bases, car vous ne pouvez pas construire partout sur la carte, mais à proximité d'éléments clés de la base, constitués par votre centre de commandement ou des postes d'écoutes, à construire justement sur les points de réquisition capturés.
À la réquisition vient s'ajouter une autre ressource : l'énergie. L'énergie est fournie par des centrales électriques issues des technologies de chaque race. Chacune possède deux types de centrale : une centrale à placer partout sur la carte près des avant-postes ou d'un centre de commandement (bâtiment principal), et une centrale thermique, à construire sur des emplacements spéciaux et critiques (en cela que ce sont parfois des emplacements contestables par l'ennemi). Les centrales thermiques sont intéressantes, car elles produisent quatre fois plus d'énergie que les autres centrales.
Une troisième ressource est disponible, mais seulement pour les joueurs Orks, c'est la Waaagh!. La Waaagh! est le pouvoir que génère les Orks lorsqu'ils sont nombreux, plus il y a d'Orks et plus la Waaagh! est puissante, alors plus les Orks sont forts et nombreux, et ainsi de suite. En termes de jeu, le joueur Ork doit construire un bâtiment spécial nommé la bannière Waaagh!, qui augmente alors la puissance de son clan Ork et lui permet de recruter plus de troupes et d'avoir accès à un meilleur équipement. Cette ressource-ci, combinée au fait que si la limite d'unité des autres races est arrêtée à 20, celle des Orks va jusqu'à 100 (mais chaque soldat coûte 1, et 2 pour les chefs), font des Orks une race très puissante mais néanmoins imprévisible, et étonnamment peu jouée en jeu multijoueur.
Le jeu en lui-même (une fois le coup de main de création de la base et des unités pris) se veut nerveux, et très violent. Très vite, les tirs de bolters et de canons shurikens laissent place à des assauts et à des corps à corps brutaux où des hectolitres de sang sont déversés.
Le système de gestion même des unités fait tout pour inciter le joueur à se lancer à l'assaut le plus vite possible, car en plus des pointes de réquisitions, les unités sont créés en escouades, et non en unités individuelles (excepté pour les héros, et les véhicules), on peut renforcer son escouade en cliquant sur une icône appropriée et en dépensant les ressources demandées, les unités demandées sont alors directement téléportées dans votre escouade, ce qui permet alors des combats intensément lents, du fait que les escouades disparaissent lentement.
Pour faire la campagne solo, le joueur prend la tête d'une armée de Space Marines : les Blood Ravens, pour le jeu multijoueur, un joueur a le choix entre les Space Marines, les Space Marines du Chaos, les Eldars et les Orks.

## Factions

### Space Marines
Il s'agit d'une armée d'élite génétiquement modifiée, surentrainée et fiable. C'est la force de frappe la plus puissante de l'Imperium de l'Humanité. Les Space Marines, une sorte d'ordre militaire fanatique envers l'Empereur (ils sont dirigés par des chapelains, sont organisés en chapitres dirigés depuis des Q.G. appelés monastères et leurs armes et armures sont bénies), sont bien armés, bien protégés, capables de faire face à une multitude de situations grâce à leur extraordinaire polyvalence et plus que tout ils sont dotés d'un excellent moral. De plus, les Space Marines peuvent déployer leurs forces via des modules d'atterrissage : ce sont des sortes de capsules contenant des unités d'infanterie, lancées depuis un vaisseau en orbite et atterrissant (ou plutôt s'écrasant) au milieu des lignes ennemies. Les forces Space Marines sont constituées des unités suivantes :
- Infanterie
  - Serviteur : androïde biomécanique dépourvu d'arme. Il est chargé d'installer les structures Space Marines lancées depuis l'espace sur le champ de bataille et il répare aussi toute unité mécanique. Il soigne ses propres dégâts lentement.
  - Escouade Tactique : Unité de base des Space Marines qu'ils utiliseront tout le long du jeu. Capables en tir, en corps à corps (sauf contre les unités spécialisées en corps à corps), ils ont accès à un vaste choix d'armes lourdes qui leur permet de faire face à toute situation (lance-missile, bolter lourd, lance-plasma...), que ce soit contre des troupes lourdement blindées, de l'infanterie légère ou des véhicules. Ils sont, de base, armés d'une sorte de fusil-mitrailleur appelé Bolter et de couteaux de combat.
  - Escouade d'Assaut : Unité spécialiste du corps à corps, armée d'épées-tronçonneuses, de pistolets bolters et pourvue de réacteurs dorsaux, ils engagent rapidement l'ennemi et peuvent lui bondir dessus. Plus résistant que le Marine de base.
  - Escouade de Scouts : Légers, faiblement protégés et rapides, ils forment l'unité de capture et de reconnaissance des Space Marines. Plus tard dans le jeu, ils constitueront d'excellents snipers, de plus leur lance-flammes peuvent se révéler extrêmement utiles afin de démoraliser certaines troupes (les Orks y sont particulièrement sensibles).
  - Escouade de Terminators : Ces vétérans Space Marines n'apparaîtront sur les champs de bataille que tard dans le jeu. Extrêmement résistants grâce leur armure Terminator, ces guerriers permettent de prendre l'avantage dans de nombreux assauts. Ils sont armés d'un fulgurant (ou StormBolter dérivé de bolters jumelés) ainsi que d'un gantelet de combat disproportionné appelé gantelet énergétique. Leurs escouades peuvent avoir accès à deux armes lourdes, le Lance-Flammes Lourd et le Canon d'assaut, sorte de mitrailleuse gattling.
  - Escouade de Terminators d'Assaut : encore plus résistants que les Terminators normaux grâce à leur Bouclier-Tempête, et équipés d'un Marteau-Tonnerre ces guerriers n'ont pour ainsi dire, pas d'égal sur le champ de bataille.

- Véhicules
  - Rhino : véhicule de transport rapide faiblement blindé. Sans armes.
  - LandSpeeder : petit véhicule anti-gravité léger et maniable. Armé d'un bolter lourd et d'un canon d'assaut, il est redoutable contre l'infanterie légère, mais reste fragile.
  - Whirlwind : Variante du Rhino dotés d'un lance-missiles multi-tubes. Cette pièce d'artillerie peut pilonner à d'importantes distances, sans causer de dommages collatéraux. (note : la version de l'add-on en fait un tank très blindé, alors qu'il est très fragile dans le jeu de base).
  - Dreadnought : marcheur de combat extrêmement résistant, doté de pinces énergétiques jumelées à des lance-flammes, il est de base un redoutable adversaire au corps à corps. On pourra lui adjoindre un canon d'assaut pour faire face à de l'infanterie ou des canons-laser jumelés pour se débarrasser des véhicules. Très difficile à détruire, à moins d'avoir de l'armement spécifiquement antichar.
  - Dreadnought Hellfire : version axée sur le tir du Dreadnought, il est de base doté d'un canon d'assaut et d'un lance missile, ce qui fait de lui une unité polyvalente.
  - Predator : Char principal des Space Marines. Doté de bolters lourds jumelés et d'un auto-canon dans sa version de base, il pourra être amélioré en Predator Annihilator en remplaçant son armement par des canons lasers. (note : dans l'add-on, les Space Marines n'ont accès qu'au Predator Annihilator)
  - Land Raider : monstrueuse machine de combat, il s'agit du char ultime des Space Marines. Dotés de deux jumelages de canons lasers latéraux et de bolters lourd jumelés de face.
- Unités spéciales
  - Commandeur : Personnage unique, commandant de l'armée. Puissant guerrier spécialisé en corps à corps, il l'est encore plus face à des démons.
  - Archiviste : personnage dotés de pouvoirs psychiques. Puissant au corps à corps, et dotés de plusieurs facultés, il constitue un appui non négligeable.
  - Apothicaire : Unités individuelles soignant les unités proches.
  - Sergent Vétéran : ce personnage peut être adjoint à une unité de Marine déjà existante. Bon guerrier, il augmente notablement le moral des troupes.

### Eldars
Si les Space Marines sont polyvalents, les Eldars sont au contraire très spécialisés, ayant des unités dévastatrices contre certains types d'unités mais totalement inutiles contre le reste. Peu nombreux, élitistes, les Eldars constituent la race la plus controversée du jeu; en effet certains la jugent injouable, ingérable et trop faible, d'autres au contraire la disent démesurément puissante. Débat classique inhérent aux races dont le gameplay est tout sauf basique. Ils sont caractérisés par une grande mobilité et par des unités puissantes mais globalement peu résistantes. Ils ont de plus la possibilité de construire n’importe où sur la zone de jeu, particulièrement utile pour renforcer une position avancée.
- Infanterie
  - Chanteur de moelle : unité de travail de base des Eldars. Il façonne la moelle spectrale pour ériger les bâtiments. S'il est doté d'une épée, plus anecdotique qu'autre chose, son intérêt majeur consiste en sa capacité de téléportation.
  - Gardien : épine dorsale de toute ost Eldar, les Gardiens ne sont ni plus moins que de la chair à canon. Armés d'une catapulte shuriken et protégés d'une armure composite, ils sont idéaux pour harceler l'ennemi en début de partie, mais seront par la suite largement négligeables.
  - Rangers : unité furtive et rapide, le Ranger constitue la version Eldar du sniper. Parfaits pour démoraliser l'ennemi de loin, ils sont inutiles dès lors qu'ils sont engagés au corps à corps ou sous le feu ennemi. Unité très peu utilisée.
  - Guerrier aspect : Banshees : Ces guerrières fantomatiques sont des spécialistes du corps à corps. Armées d'un pistolet shuriken, ce sont leurs épées énergétiques qui sèmeront la terreur dans les rangs adverses, ayant la particularité d'ignorer les armures ennemies.
  - Guerrier aspect : Araignées Spectrales : très efficacement protégées, ces unités éliminent l'infanterie légère comme l'infanterie lourde grâce à leurs tisse-mort. Lentes et inefficaces au corps à corps, leur placement sur le champ de bataille est essentiel, ils sont de ce fait capables de se téléporter sur de courtes distances. Idéal pour des stratégies de "hit and run".
  - Arlequin : Ces guerriers sont spécialisés dans l'attaque au corps à corps et  ils sont rapides.
  - Guerriers aspect : Faucheurs Noirs : malgré ce qu'en dit le manuel, et les nombreuses polémiques, il s'agit d'infanterie légère. Légers au niveau de l'armure, mais lourdement armés, ces lance-faucheurs sont étudiés pour exterminer l'infanterie; leur efficacité est négligeable contre les véhicules.
- Véhicules
  - Vyper : cette moto anti-gravité est faite pour explorer et harceler. Faiblement blindée, seulement doté d'un canon shuriken, cette unité est largement délaissée par une vaste majorité de joueur.
  - Char antigrav Falcon : très maniable, ce transport de troupe est généralement utilisé comme véhicule d'assaut léger : ses catapultes shuriken jumelées lui permettront de se débarrasser de la piétaille. De plus, on peut lui adjoindre une arme lourde très efficace contre l'infanterie lourde. Redoutable s'il arrive suffisamment tôt sur le champ de bataille.
  - Seigneur fantôme : le marcheur Eldar, contrepartie du Dreadnought Space Marines. S'il est largement moins blindé que ce dernier, ses deux bras de combat couplés à des lance-flammes font de lui un adversaire exceptionnel au corps à corps. On peut lui adjoindre une lance stellaire pour accroître son efficacité anti-véhicule. Fragile, onéreux et dévastateur, il illustre parfaitement le style de jeu Eldar, à l'exception du fait qu'il n'est pas très rapide.
  - Prisme de Feu : Ce char antigrav lourd sèmera la terreur dans les rangs adverses(et même parfois dans les rangs alliés) grâce à son canon à prisme, brisant les formations et endommageant véhicules et bâtiments. Ses catapultes shuriken jumelées vomiront un flot continu de projectiles contre l'infanterie.
  - Plateformes antigrav : de petits modules, liées aux unités, destinés à porter une arme lourde, canon stellaire ou canon à distorsion. Son intérêt majeur est d'accroître à moindre coût l'efficacité anti-véhicule de l'infanterie Eldar. Bien qu'étant un véhicule, il est considéré comme de l'infanterie pour ce qui concerne les dommages.

- Unités spéciales
  - Grand prophète  : la commandante des Eldars. Combattante puissante au corps à corps, elle reste en deçà de la plupart des autres commandants du point de vue de la puissance brute. Elle est par contre dotée de puissants pouvoirs psychiques pouvant aider, démoraliser ou détruire.
  - Avatar de Kaela Mensha Khaine (Dieu à la main sanglante) : unité monstrueuse, personnification du dieu guerrier des Eldars, il sèmera la destruction dans les rangs adverses à grands coups de mort hurlante sa gigantesque épée. Outre ses capacités martiales et son exceptionnelle résistance, il galvanisera ses alliés Eldars sur le champ de bataille en leur offrant de nombreux bonus, au moral et à la vitesse de constitution en particulier, ce qui en fait pour beaucoup la plus puissante unité du jeu.
  - Archontes : psykers mineurs des Eldars, ils sont les sergents des unités de Gardiens. Honorables au corps à corps, ils apportent surtout un avantage tactique à leur unité, grâce à des compétences et un bonus au moral. Armés de base d'une épée et d'un pistolet shuriken.
  - Conseil des Prescients : cette unité unique est intégralement composée d'Archontes, et disposent de ce fait de toutes leurs capacités. Une fois dotés de lames sorcières, ils tailleront en pièces tout ce qui se trouve sur leur chemin. C'est l'une des plus puissantes unités, au contact, du jeu.
  - Exarques : sergents et versions plus puissantes des guerriers aspects. Ils améliorent le moral et les dommages de leur escouade. Ils sont en outre dotés d'un armement "non conventionnel" : l'exarque Araignée Spectrale est pourvu de deux tisse-mort, le Faucheur Noir d'un canon shuriken et l'exarque Banshee d'un exécuteur. Ces unités liées peuvent souvent faire la différence lors d'un combat.

Ces informations ne sont valables que pour Dawn of War, la morphologie des Eldars ayant considérablement évoluée dans Winter Assault.

### Orks
Les Orks sont la race la plus répandue de la galaxie. S'ils pouvaient se regrouper en une coalition stable, ils pourraient facilement la dominer, mais heureusement ils sont incapables de s'entendre, et finissent toujours par se battre entre eux. Ils sont divisés en différents clans qui peuvent s'allier sous la bannière d'un Big Boss. Ce regroupement est nommé une Waaagh! La Waaagh! se maintient tant que le Big Boss la mène à la victoire. Sinon les différentes rivalités reprennent le dessus.
Une armée Ork est presque entièrement axée sur le corps à corps. Ses escouades sont nombreuses car, n'étant pas très résistants, ils essuient généralement de nombreuses pertes en se ruant sur l'ennemi. L'unité finale, le squiggoth, une énorme créature, a de bonnes armes de tir mais le corps à corps reste son domaine de prédilection s'il arrive à toucher l'adversaire.
Le Big Boss et le Gromek sont faits aussi pour le corps à corps.
- Infanterie
  - Gretchin : Constructeur Ork. Au début un seul individu mais peut se renforcer jusqu'à 10 unités. Le renforcement est gratuit mais lent. Ils peuvent servir de défense mais ils restent très peu puissants, n'étant armés que de pistolet léger et de couteaux. Ils peuvent s'infiltrer.
  - Pistolboyz : Orks de corps à corps de base. Idéal pour l'exploration et la capture de points au début du jeu mais assez faible par la suite
  - Flingboyz : Orks à distance de base. Assez puissant. Contrairement aux autres escouades d'Orks de début, leur limite d'escouade est de 8.
  - Chokboyz : Semblables aux Space Marines d'assaut. Peuvent sauter sur le terrain.
  - Kasseur de Tank : Infanterie anti-char. Peut passer en monde infiltration
  - Nobz : Orks plus puissants que les autres. Ils sont très bon au corps à corps.
- Véhicules
  - Truk : Char de transport.Plutôt faible en attaque
  - Trak : Char. Lance des missiles efficaces contre l'infanterie
  - Boit Kitu : Véhicule marcheur. Dévastateur au corps à corps
  - Tank volé : Leman Russ volé à la garde impériale. Tank d’artillerie. Très puissant à distance
- Unités spéciales
  - Big Boss : Unité de commandement principale. Très bon en mêlée. Peut lancer un cri qui augmente les dégâts de ses soldats.
  - Gromek : Unité de commandement secondaire. Peut se téléporter dans le champ de bataille et réparer des véhicules.
  - Médiko : Médecin Ork. Capable de soigner ses soldats et de produire une drogue qui insensibilise les Orks aux dégâts. Peut aussi poser des bombes.
  - Squiggoth : Unité finale. Dévastateur en mêlée mais aussi correct à distance

### L'armée des Space Marines du Chaos
Les Space Marines du Chaos étaient des Space Marines loyalistes qui ont été attirés par les puissances obscures du Warp. Finalement, on obtient une armée ayant de nombreuses caractéristiques communes avec les Space Marines, le tout ponctué d'abominations démoniaques. C'est une armée très équilibrée, dotée de puissantes unités de corps à corps, d'une puissance de feu légèrement inférieure à celle des Space Marines, ainsi que d'un appui dévastateur. Ils ne bénéficient cependant pas du moral exceptionnel de ces derniers, mais ont en contrepartie des escouades plus nombreuses et plus variées.
- Infanterie
  - Hérétique : unité de construction élémentaire, ils sont dotés de l'intéressante capacité de travail forcé, leur permettant d'invoquer des bâtiments beaucoup plus rapidement, au détriment de leur santé qui décroit alors rapidement.
  - Adorateurs : chair à canon pure et simple des armées du Chaos, cette unité n'endommagera pas grand-chose avec ses pistolets lasers et ses katanas, mais occupera l'ennemi un certain temps.
  - Space Marine du Chaos : le corps de l'armée du Chaos. Équipés de bolters, engoncés dans des armures énergétiques altérées, ils sont très semblables aux Marines loyalistes. Ils sont cependant plus nombreux, mais ont un moral moins solide. Ils ont accès à certaines armes lourdes classiques : bolter lourd et lance-plasma.
  - Raptor du Chaos : Les Space Marines d'assaut du Chaos, ou la mort venue du ciel à grands coups d'épées tronçonneuses. Ils peuvent eux aussi accéder à des armes spéciales, contrairement aux Space Marines d'assaut loyalistes. Très mobiles grâce à leurs réacteurs dorsaux, ils peuvent sauter par-dessus les obstacles pour effectuer des frappes chirurgicales... ou se jeter dans la mêlée. Il est à noter que leur nom de « raptors » n'est pas celui du jeu de figurine, lequel est « rapace », plus en phase avec leur rôle.
  - Space Marines Possédés : Dépourvus de capacité de tir, non démoralisables et largement améliorables, ces unités onéreuses constituent la plus puissante unité de corps à corps du Chaos. Les voir déferler à toute vitesse sur ses troupes, à grand renfort de flammes démoniaques, démoralisera aussi bien les troupes que les joueurs adverses.
  - Oblitérators : Ces effroyables troupes constituent le fleuron des troupes de tir du Chaos. Équipés d'un gantelet énergétique, d'un bolter lourd, d'un canon laser, de lance-plasma jumelés et d'un lance-flammes, ils sont efficaces contre absolument tout type de troupes. Extrêmement résistants, ils peuvent se téléporter pour compenser leur lenteur.
  - Horreurs : Démons de Tzeentch directement invoqués sur le champ de bataille à partir du Warp. Elles crachent un feu capable d'anéantir tout véhicule.

- Véhicules
  - Rhino du Chaos : Identique au Rhino Space Marine.
  - Predator du Chaos : char principal du Chaos. Équipés de bolters lourds sur les flancs et d'un autocanon en tourelle, ils sont un appui efficace contre les véhicules et les bâtiments. Upgradables en Annihilator. Cette fonctionnalité a été perdue dans Winter Assault.
  - Defiler : Ce véhicule-démon est le marcheur et l'artillerie du Chaos. Ses puissantes pinces et son lance-flammes lourd le rendent redoutable au corps à corps, tandis que ses autocanons jumelés et son obusier offrent une puissance de feu considérable directe et indirecte. Moins blindé que la plupart des autres marcheurs.

- Unités spéciales
  - Seigneur du Chaos : commandant des forces du Chaos. Il combattra très efficacement tout type de troupes en combat rapproché grâce à son faucheur, gigantesque faux de combat.
  - Sorcier du Chaos : Puissant psyker capable de concentrer l'énergie du Warp en pouvoirs psychiques dévastateurs. Est aussi très capable au corps à corps.
  - Buveur de Sang : Démon majeur de Khorne, incarnation ultime des pouvoirs du Chaos, et incontestablement la plus puissante unité individuelle de corps à corps du jeu. Capable de tenir tête seul face à une petite armée, ou de ravager une base à grands coups de sa hache buveuse de sang. Tellement obsédé par le combat qu'il perdra graduellement de la vie s'il ne se bat pas. Une unité de commandement doit être sacrifiée pour l'invoquer sur le champ de bataille.
  - Aspirant Champion : Ces Marines du Chaos vétérans mèneront les unités de Marines, Raptors et Adorateurs, en augmentant leurs puissances et leur moral. Ils sont aussi de très capables combattants.

L'armée du Chaos est celle qui a subi le plus de changements entre Dawn of War et sa suite, Winter Assault. Voir cette page pour plus d'explications.

## Campagne

### Un joueur
La campagne de Dawn of War, contrairement à la majorité des jeux de stratégie en temps réel, ne permet de jouer qu'avec un seul des quatre camps initialement disponibles, à savoir les Space Marines (au travers du chapitre des Blood Ravens). La partie solo est composée de onze missions, d'une difficulté graduelle, et oppose le joueur aux Orks dans un premier temps, puis aux Eldars pour terminer par le Chaos. L'accession aux unités est elle aussi graduelle, puisque les premières missions ne peuvent être accomplies qu'avec les unités de base des Space Marines, pour finir en toute logique par des assauts massifs des meilleures unités de l'Impérium. Stratégie payante puisque les objectifs de tenue, d'escorte, ou autres péripéties minutées sont absents du jeu. La présence de "cut scenes" similaires à celles de Warcraft III (c’est-à-dire avec le moteur du jeu) renforce l'immersion et précise la "psychologie" des protagonistes.
Contrairement au multijoueur, qui est extrêmement agressif et se caractérise par la nécessité de tenir un maximum de points (et donc de déployer rapidement ses unités), la campagne permet aisément d'adopter la stratégie de la tortue, à savoir de bâtir une imposante force de frappe dans sa base sans se soucier du reste, puis de sortir et de raser toute opposition. Cet aspect négatif constitue la principale critique du jeu (ce qui explique la partie solo très soignée et un important lot de nouveautés dans son Add-On "Dawn of War : Winter Assault").
La campagne offre aussi des unités autrement inaccessibles : il s'agit de troupes de la Garde Impériale (qui diffèrent largement de celles disponibles dans Winter Assault) ainsi qu'un modèle unique de Prince Démon, qui constitue bien évidemment le point culminant du jeu.

### Multijoueur: Le Ladder
Le mode multijoueur du jeu permet d'affronter d'autres joueurs en réseau local ou sur Internet. Les serveurs du jeu sont hébergés par GameSpy, mais gérés par Relic, et proposent notamment un système de classement des joueurs : le ladder.

## Extensions
En février 2005 a été annoncée Warhammer 40,000: Dawn of War - Winter Assault, la première extension officielle sortie en septembre 2005. Elle contient une nouvelle race jouable : la Garde Impériale, qui est déjà présente dans Dawn of War mais seulement dans les missions simple joueur. Cette nouvelle Garde n'a rien à voir avec la précédente : celle-ci a été retravaillée en profondeur. Chacune des races a gagné une nouvelle unité.
En février 2006 a été annoncé une nouvelle extension officielle de Dawn of War, Warhammer 40,000: Dawn of War - Dark Crusade, sortie  en octobre 2006. Elle se présente sous la forme d'un stand-alone, c'est-à-dire que son installation ne requiert pas de posséder Dawn of War. Deux races ont été introduites cette fois-ci: les Nécrons, une ancienne civilisation de robots séculaires se réveillant pour anéantir toute forme de vie, et les Tau, jeune race orgueilleuse et utopique qui fait tache dans cet univers plein de rage et de violence qu'est celui de Warhammer 40.000 mais qui n'hésite pas à utiliser la force pour promouvoir son "Bien suprême".
Une troisième extension intitulée Warhammer 40,000: Dawn Of War - Soulstorm est disponible depuis mars 2008. Cet add-on ajoute deux nouvelles races jouables, les Eldars Noirs et les Sœurs de Bataille (Inquisition). Le jeu porte donc, en comptant les deux extensions précédentes, le nombre de races jouables à 9 (Space Marines, Space Marines du Chaos, Sœurs de Bataille (Inquisition), Orks, Garde Imperiale, Eldars, Eldars Noirs, Tau, Nécrons) faisant de ce jeu le STR comptant le plus de races différentes à jouer. Les personnes ayant acheté cette extension pourront également accéder à la bêta de Warhammer 40,000: Dawn of War II, dès le 21 janvier 2009.

## Accueil
| Warhammer 40,000: Dawn of War |      |         |
| Média                         | Pays | Notes   |
| Canard PC                     | FR   | 7/10    |
| Computer Gaming World         | US   | 4,5/5   |
| Eurogamer                     | UK   | 8/10    |
| Game Informer                 | US   | 9,25/10 |
| Gamekult                      | US   | 8/10    |
| GameSpot                      | US   | 88 %    |
| GameSpy                       | UK   | 4,5/5   |
| IGN                           | US   | 88 %    |
| Joystick                      | FR   | 8/10    |
| PC Jeux                       | FR   | 92 %    |
| Compilations de notes         |      |         |
| Metacritic                    | US   | 86 %    |
| GameRankings                  | US   | 86,65 % |

## Postérité
Une suite, baptisée Warhammer 40,000: Dawn of War II, a été annoncée en avril 2008, et est sortie en février 2009. Le gameplay de ce nouvel opus a été totalement refondu, et se rapproche désormais d'un autre titre de Relic Entertainment, Company of Heroes. Quatre factions sont jouables dans Dawn of War II: les Spaces Marines, les Orks, les Eldars et enfin les Tyranides.